# Église de la Conversion-de-Saint-Paul de La Frette
L'église de la Conversion-de-Saint-Paul de La Frette est une église située sur le territoire de la commune de La Frette dans le département français de Saône-et-Loire et la région Bourgogne-Franche-Comté.

## Historique
Elle fait l'objet d'un classement au titre des monuments historiques depuis le 7 août 1912.